# 伯爵令嬢
『伯爵令嬢』（はくしゃくれいじょう）は、細川智栄子あんど芙〜みんによる日本の漫画。

## 概要
19世紀末のフランスを舞台に、孤児院で育った少女コリンヌと盲目の貴族リシャール、公爵の息子でル・ジュールナル新聞社の年若き経営者アランらの人生を描く。『ひとみ』（秋田書店）にて1979年4月号から1984年11月号まで連載された。新書版単行本としては全12巻になる。

## あらすじ
時は19世紀末、フランス。世界が進歩の時代への訪れを感じさせた、ラ・ベル・エポック（華やかな古き良き時代）の物語。
フランス西部、ブリュターニュの孤児院で暮らす少女コリンヌは貧しいながらも幸せな毎日を送っていたがある日、コリンヌを引き取りたいと申し出た年若き青年アランが目の前に現れる。コリンヌは急な話で嫌がるのだが、孤児院はお金に困窮しており、コリンヌが自分と結婚すれば孤児院の未来を保証するという条件を付けたため、断りづらい状況となってしまった。
一方でコリンヌはアランの友人であるリシャールという上流階級の盲目の少年を気にかけており、たびたび会うようになっていた。始めは何気ない付き合いであったが、いつしか2人は愛し合うようになり、一緒になることを望んだ。だがアランはある時、2人の秘密を知ってしまい、大きく嫉妬を覚える。そして、早く2人を離し、自分とコリンヌが結ばれたいと考え、婚約を急ぎ、早くパリにコリンヌを連れて帰ろうと決意する。
コリンヌに生まれ育ったブリュターニュを離れる日が刻一刻と迫る中で、彼女はリシャールのもとへと訪ねる。そこで彼女は「今までの恋はすべてが偽りであった。好意を見せていたのは盲目の貴方を哀れと思ったからで、実はただの同情にすぎなかった。」と嘘の告白をする。しかし、リシャールはコリンヌが嘘を言っていると見抜いていた。どんどんヒステリックになっていくコリンヌを引き留めようとするが、押し問答になってしまい、次の瞬間、コリンヌは足を踏み外し、湖へと転落してしまう。
コリンヌは泳げず、リシャールは少しばかり泳ぐことが出来るが目が見えない。2人は必死に助けを求めるも近くに誰もおらず、仕方なくリシャールは愛犬ジョンに指示を出し、誘導してもらう形を取って湖に飛び込み、コリンヌを助けに向かう。そして、リシャールは何とかコリンヌを助けることに成功し、一段落する。
その後、リシャールは、手術を行えば目が見えるようになるかもしれないと医師から勧められていたものの助言に従っていなかったが、この事件を機にパリへと行き、手術を受けることを決意する。また、アランもコリンヌのことは一旦置いておき、ひとまずリシャールに同行し、パリへと向かうことになった。
2人が一旦引き上げ、元の生活に戻り、リシャールが早く戻ってくるのを心待ちにしていたある日、孤児院にある高貴な血筋であるロンサール家の執事が訪ねてくる。執事が言うには、コリンヌはロンサール伯爵家の令嬢であり、15年前召使によって連れ出されたきり行方不明になっていたが調査の結果、この孤児院にいることを突き止めたということであった。
そして、孤児院の仲間たちに別れを告げ、ロンサール伯爵の家があるパリへと向かう。途中、乗り合わせた船でアンナという名のスリの少女を助けるが、直後、船が事故を起こし、沈没する。
スリのアンナは泳ぎが上手く、コリンヌと共に逃げ、船外への脱出に成功する。だが、アンナは途中で「もしかしたら、このコリンヌという御嬢さんを殺してしまえば、私がコリンヌと入れ変わって上流階級の娘として暮らせるのではないか。」と考え始める。そして、救助船の汽笛に遠くに聞こえるようになった頃、アンナはコリンヌを沈め、溺れさせる。そして、救助された後、アンナは自分がコリンヌであると主張し、ロンサール伯爵家へと迎えられる。
一方でコリンヌは瀕死の状態に瀕していたが、奇跡的に一命は取り留めていた。しかし、過去の記憶を一切忘れ、名前も生まれた場所も何も分からなくなってしまっていた。その時、病院に駆け付けたアランは、「もう彼女の頭の中にはリシャールの記憶はない。これで彼女をわがものに出来る。」と考えてコリンヌを自分の屋敷に連れ込み、共に暮らし始める。

## 登場人物
コリンヌ
孤児院育ちの少女。後にロンサール伯爵家の令嬢であることが判明する。
アラン
公爵の息子でル・ジュールナル新聞社の年若き経営者。
リシャール
アランの友人。上流階級の育ちであるが、盲目であることに強いコンプレックスを抱いており、素直になることのできない少年。
アンナ
スリの少女。船の沈没でコリンヌと入れ替わり、ロンサール家の令嬢に成りすます。
ニーニ
このタイトルに登場する猫。

## 単行本
- 『伯爵令嬢』 ひとみコミックス 全12巻（秋田書店）

## 舞台
- 『伯爵令嬢 -ジュテーム、君を愛さずにはいられない-』 宝塚歌劇団雪組で2014年10月11日 - 10月31日に日生劇場で上演。早霧せいな、咲妃みゆのトップお披露目公演。ちなみにニーニの声は梨花ますみが担当。